# زلزال لوما بريتا
زلزال لوما بريتا هو زلزال حصل في شمال كاليفورنيا في 17 أكتوبر 1989 على الساعة 17:04 مساءً (بالتوقيت المحلي). تم إطلاق الاسم تيمنا بقمة لوما بريتا القريبة من جبال سانتا كروز، حيث تمركزت الصدمة في غابة حديقة نيسين ماركس الحكومية على بعد حوالي 16 كيلومتراً شمال شرق سانتا كروز على طول صدع سان أندرياس. حيث استمر الزلزال ما بين عشر وخمس عشر ثانية بقوة بلغت 6.93 درجة على مقياس ريختر والحد الأقصى تسعة (IX) على مقياس ميركالي المعدل، من فرط قوته شعر به بشكل رئيسي في سان فرانسيسكو وأوكلاند.
كانت الأضرار شديدة في مقاطعة سانتا كروز وأقل من ذلك في الجنوب في مقاطعة مونتيري، فيما امتدت الآثار بشكل جيد إلى الشمال حتى منطقة خليج سان فرانسيسكو، في شبه جزيرة سان فرانسيسكو وعبر الخليج في أوكلاند. لم يحدث الزلزال أي صدع سطحي، على الرغم من وجود عدد كبير من حالات فشل التربة والانهيارات الأرضية، خاصة في منطقة القمة بجبال سانتا كروز. كانت عملية تسييل التربة مشكلة مهمة أيضًا، لا سيما في منطقة مارينا دي سان فرانسيسكو التي تضررت بشدة، لكن آثارها شوهدت أيضًا في الخليج الشرقي، وبالقرب من شاطئ خليج مونتيري، حيث لوحظ تشكل تسونامي غير مدمر.
تسبب الزلزال بما مجموعه 63 حالة وفاة و 3757 إصابة، وتشرد ما بين 3000 و 12000 شخص.